# Ludwig Polzin
Ludwig Sebald Polzin (* 19. August 1892 in Breitenstein, Landkreis Deutsch Krone; † 30. Januar 1964 in Stettenhofen) war ein deutscher römisch-katholischer Geistlicher und Kapitularvikar der Prälatur Schneidemühl.

## Leben
Nach dem Besuch des Gymnasiums in Deutsch Krone studierte er 1912 Theologie am Priesterseminar Posen bis 1914 und von 1919 bis 1921 in Braunsberg. Zwischen den Studien diente er als Soldat im Ersten Weltkrieg. Nach seiner Priesterweihe durch den Bischof von Ermland, Augustinus Bludau, am 30. Juni 1921 im Frauenburger Dom war er zunächst Kaplan in Behle im Netzekreis, Fraustadt und Schneidemühl. 1930 wurde er Verwalter des von Maximilian Kaller neugegründeten Katholischen Siedlungsdienstes in Berlin und 1932 zum Geistlichen Rat ernannt. In Rokitten wurde er 1936 Pfarrer bis ihn 1945 die polnischen Behörden auswiesen. Nach dem Krieg wirkte er im Deutschen Caritasverband in Berlin. Er wurde 1953 nach dem Tod von Franz Hartz zum neuen Kapitularvikar der Prälatur Schneidemühl gewählt; Prälat Wilhelm Volkmann wurde sein Nachfolger nach seinem Tod. Er starb im Pfarrhaus seines Wohnortes Stettenhofen am 30. Januar 1964 und wurde am 6. Februar 1964 auf dem Matthias-Friedhof in Berlin beigesetzt.

## Auszeichnungen
- 1956: Bundesverdienstkreuz (I. Klasse)
- 1958: Päpstlicher Hausprälat